# Джон Теофіл Дезаґульє
Джон Теофіл Дезаґюльє (англ. John Theophilus Desaguliers; 12 березня 1683 Ла-Рошель, Франція — 29 лютого 1744 Лондон) — кальвіністський пастор, англійський учений, один з легендарних засновників сучасного символічного масонства, третій великий майстер (1719—1720)  Першої великої ложі Англії. Він також був активним прихильником і пропагандистом наукових, філософських і політичних ідей  Ісаака Ньютона.

## Біографія
Джон Теофіл Дезаґюльє, третій і найвідоміший з Великих Майстрів Англії. Його батько, преподобний Джон Дезаґюльє, французький протестантський священик, був змушений тікати зі своїм сином, якому було трохи більше двох років, в результаті переслідувань, викликаних скасуванням Нантського едикту. За чутками, дитину сховали в бочку і потайки перевезли на борту корабля з біженцями. Його батько був призначений пастором в Державній Церкві Англії і, після недовгого перебування в Гернсі, став священиком у Французької Церкви на Сваллоу стріт, Пікаділлі, пізніше відомої як Теїстська Церква. Пізніше він також відкрив школу в Іслінгтоні, де його більш знаменитий син став його помічником. Майбутній Великий Майстер Англійського Масонства був прийнятий в Коледж Церкви Христа в Оксфорді, де здобув ступінь бакалавра мистецтв, потім він прийняв сан священика 1710 року. Однак, за своїми схильностям, він тяжів до експериментальної природної філософії і, в той же рік, коли він отримав сан, він став викладачем цієї дисципліни в Гарт Голі, в Оксфорді (нині не існує), заступивши на місце доктора Кейллу. Два роки по тому 3 травня 1712 року, він здобув ступінь Магістра Мистецтв, а 14 жовтня того ж року, був повінчаний в церкві Шадвелла з Джоан, дочкою Вільяма Падсі з Кідлінгтона в Оксфорді.

### Демонстратор в Королівському товаристві
У 1714 році Ісаак Ньютон, президент Королівського товариства, запросив Дезаґульє замінити Френсіс Хоксбі (1660—1713) як демонстратора на щотижневих засіданнях Товариства. Незабаром після цього його було вибрано членом Королівського товариства.
Дезаґульє сприяв ідеї Ньютона і підтримував науковий характер зустрічей. Коли Ганс Слоун зайняв пост президента після смерті Ньютона в 1727 році Дезаґюльє опублікував понад 60 статей в науковому журналі Лондонського королівського товариства. Він отримав престижну медаль Коплі Товариства в 1734, 1736 і 1741 роках. Остання нагорода за його резюме на явище електрики. Він працював над цим з  Стівеном Греєм, який свого часу оселився в будинку Дезаґульє. Дезаґульє в «Дисертація щодо електроенергії» (1742) ввів терміни провідник та ізолятор. Був нагороджений золотою медаллю Академії наук Бордо.